# Центральный стадион (Актобе)
Центральный стадион (каз. Орталық стадион) — футбольный стадион в Актобе, тренировочный стадион футбольного клуба «Актобе». Построен в 1975 году. Открыт 28 августа 1975 года матчем клуба «Актюбинец» (ныне «Актобе») с московским ЦСКА. Стадион является одним из самых посещаемых в стране. Может вместить на своей территории до 13 500 человек. Предназначен только для проведения футбольных матчей (беговые дорожки отсутствуют).

## Общие сведения
Стадион соответствует международным стандартам и считается одним из лучших в Казахстане по технической оснащенности и оригинальности конструкции. У него есть четыре трибуны, названые по сторонам света. Главная трибуна — западная, на ней же расположены места для комментаторов и VIP ложа. На восточной трибуне предусмотрены специальные места для инвалидов-колясочников. У стадиона есть крыша над всеми зрительскими местами, большой экран. В стадионе располагается касса, офис клуба Актобе.

## Критика
Руководство стадиона в лице директора Кажымукана Демеуова не раз было в центре скандала и становилось объектом критики болельщиков. В частности, директора критиковали за ежегодную неготовность ФК «Актобе» принимать матчи на своем стадионе с марта по июль из-за состояния газона, неорганизованную систему продажи билетов, аффилированность с перекупщиками, плохое качество газонного покрытия и т. д.

## Основные характеристики стадиона
- Размеры поля — 104×68 м
- Вместимость — 12 805 человек
- Травяной покров — натуральный
- Вместимость гостевого сектора — 500
- Количество ТВ позиций — 3
- Комментаторские позиции — 2
- Ложа прессы — 20 мест
- Освещение — 1800 люкс.
- Видеотабло — Дисплейная система — 10×9 м
- Количество касс — 5
- Камеры наблюдения — 6 внутренних, 4 внешних

## Реконструкция
После открытия стадиона, последний раз капитальная реконструкция главной арены города проводилась в 2000 году, были установлены пластиковые сидения и установлено светодиодное табло. В 2005 году её уже стали подводить под стандарты УЕФА. Во вставках на Центральном стадионе были заменены системы отопления, водоснабжения и канализации. Была расширена площадь пресс-центра до 54 кв.м., и комнаты диспетчера — 21 кв.м. Что касается освещения, то на стадионе установлены 142
современных прожектора, световая мощность которых составляет 1800 люкс. Так же был заменен травяной покров стадиона, и установлен автоматический полив.
28 апреля 2011 года начались работы по установке подогрева поля и обновление газона на стадионе. Под газоном были установлены трубы жидкостного подогрева, по которым пустят незамерзающее вещество с тосолом. Данный подогрев будет работать ранней весной и поздней осенью, это поможет ускорить вегетативный процесс травы. А также были произведены работы по замене газона, так как в последний раз газон меняли в 2005 году.

## Матчи сборных
| Дата            | Команда #1       | Счет | Команда #2        | Турнир                         |
| --------------- | ---------------- | ---- | ----------------- | ------------------------------ |
| 16 октября 2007 | Казахстан (U-21) | 4:1  | Грузия (U-21)     | Отбор на Чемпионат Европы 2009 |
| 6 октября 2016  | Казахстан (U-21) | 0:1  | Англия (U-21)     | Отбор на Чемпионат Европы 2017 |
| 11 октября 2016 | Казахстан (U-21) | 0:3  | Норвегия (U-21)   | Отбор на Чемпионат Европы 2017 |
| 1 сентября 2017 | Казахстан (U-21) | 1:1  | Черногория (U-21) | Отбор на Чемпионат Европы 2019 |
| 4 июня 2021     | Казахстан (U-21) | 1:3  | Бельгия (U-21)    | Отбор на Чемпионат Европы 2023 |

## Интересные факты
На протяжении долгих пяти лет «Актобе» не проигрывал на своём поле во всех турнирах (Чемпионат Казахстана, Кубок Казахстана, Лига чемпионов УЕФА и Лига Европы УЕФА) с 2 октября 2004 года по 27 августа 2009 года (1790 дней, рекорд чемпионатов Казахстана). Этой рекордной беспроигрышной серии в истории казахстанского футбола суждено было прерваться на немецком «Вердере».
В 2010—2011 годах «Актобе» на этом стадионе также не проигрывал, серия прервалась 6 мая 2012 года, когда хозяева уступили «Тоболу». Так же в 2012 году клуб проиграл «Акжайыку» и бельгийскому «Генку».
14 октября 2017 года на стадионе прошёл финал кубка Казахстана, где  алматинский «Кайрат» обыграл «Атырау» со счётом 1-0.

## Контакты
Республика Казахстан, город Актобе, проспект Абулхаир-хана, 56.